# مسابقات قهرمانی فوتبال جنوب آسیا ۲۰۱۳
مسابقات قهرمانی فدراسیون فوتبال ۲۰۱۳ جنوب آسیا، که معمولاً به عنوان قهرمانی سال ۲۰۱۳ جام ملت‌های جنوب آسیا نامیده می‌شود، دهمین دوره مسابقات قهرمانی فوتبال جنوب آسیا برای تیم‌های ملی فوتبال مردان بود که توسط فدراسیون فوتبال جنوب آسیا برگزار شد. این مسابقات از ۳۱ اوت تا ۱۱ سپتامبر ۲۰۱۳ برگزار شد و برای دومین بار به میزبانی نپال بود، بازی قبلی در سال ۱۹۹۷ برگزار شد.

## مکان
| کاتماندو                  | کاتماندو · | کاتماندو       |
| ورزشگاه داسارات رانگاسالا | کاتماندو · | ورزشگاه هالچوک |
| ظرفیت: ۲۵٬۰۰۰             | کاتماندو · | ظرفیت: ۳٬۵۰۰   |
|                           | کاتماندو · |                |

## انتخاب میزبان
نپال در سپتامبر ۲۰۱۲ به‌دنبال مسابقات قهرمانی زنان جام ملت‌های جنوب آسیا ۲۰۱۲ در سریلانکا به عنوان میزبان انتخاب شد.

## پوشش رسانه‌ای
این مسابقات به صورت زنده در نپال از شبکه تلویزیونی کانتیپور، تلویزیون طلوع در افغانستان و تلویزیون مالدیو در مالدیو پخش شد. هر مسابقه به‌طور زنده از یوتیوب نیز در حال پخش بود.

## شرکت کنندگان
به شمول کشور میزبان، هفت کشور دیگر از منطقه جنوب آسیا در مسابقات شرکت کردند. هند از سال ۲۰۱۱ به عنوان قهرمان نیز در مسابقات حضور داشت.
| تیم       | نتیجه | بهترین حضور قبلی                             | رده‌بندی فیفا |
| --------- | ----- | -------------------------------------------- | ------------ |
| نپال      | دهم   | جایگاه-سوم (۱۹۹۳)                            | ۱۷۰          |
| افغانستان | ششم   | صعود کننده (۲۰۱۱)                            | ۱۳۹          |
| بنگلادش   | نهم   | قهرمانی (۲۰۰۳)                               | ۱۵۸          |
| بوتان     | ششم   | نیمه نهایی (۲۰۰۸)                            | ۲۰۷          |
| هند       | دهم   | قهرمانی (۱۹۹۳، ۱۹۹۷، ۱۹۹۹، ۲۰۰۵، ۲۰۰۹، ۲۰۱۱) | ۱۴۵          |
| مالدیو    | هشتم  | قهرمانی (۲۰۰۸)                               | ۱۵۳          |
| پاکستان   | دهم   | جایگاه-سوم (۱۹۹۷)                            | ۱۶۷          |
| سری‌لانکا  | دهم   | قهرمانی (۱۹۹۵)                               | ۱۷۰          |

### گروه‌بندی
مراسم قرعه‌کشی در ۳۰ ژوئیه ۲۰۱۳ در کاتماندو برگزار شد و تعدادی از افراد برجسته از جمله رئیس اتحادیه فوتبال نپال، گانش تاپا، رئیس فدراسیون فوتبال جنوب آسیا، قاضی صلاح‌الدین، دبیر آلبرتو کولاکو و یوباراج لاما، عضو شورای ملی ورزش حضور داشتند.
| گروه الف                       | گروه ب                                |
| ------------------------------ | ------------------------------------- |
| بنگلادش · هند · نپال · پاکستان | افغانستان · بوتان · مالدیو · سری‌لانکا |

## داوران مسابقه
در ۲۲ اوت ۲۰۱۳، فدراسیون فوتبال جنوب آسیا ۱۵ داور مسابقات را اعلام کرد:
داوران:
| - طیب شمس‌الزمان - پرتاب سینگ | - ادهم مخادمه - سودیش پاندی | - صالح الحصلول - هیتیکانکانامج پیریرا |

کمک داوران:
| - شیرزاد عالم‌آقا - اوگون دورجی - احمد الرائول | - عیسی الاموی - احمد عمیز - نانیرام تاپا ماگار | - مراد وحید - عبدالعزیز الاسماری - خالد الدوغایری |

## نتایج مسابقه
فدراسیون فوتبال جنوب آسیا گروه‌ها و برنامه را در تاریخ ۳۰ ژوئیه ۲۰۱۴ تأیید کرد.
همه زمان‌های ذکر شده زمان استاندارد نپالی هستند

### گروه الف
| تیم     | بازی | برد | مساوی | باخت | گل زده | گل خورده | گل تفاضل | امتیاز |
| ------- | ---- | --- | ----- | ---- | ------ | -------- | -------- | ------ |
| نپال    | ۳    | ۲   | ۱     | ۰    | ۵      | ۲        | ۳+       | ۷      |
| هند     | ۳    | ۱   | ۱     | ۱    | ۳      | ۳        | ۰        | ۴      |
| پاکستان | ۳    | ۱   | ۱     | ۱    | ۳      | ۳        | ۰        | ۴      |
| بنگلادش | ۳    | ۰   | ۱     | ۲    | ۲      | ۵        | ۳−       | ۱      |

| نپال                 | ۲–۰   | بنگلادش |
| -------------------- | ----- | ------- |
| گرونگ ۱۸' · خواس ۳۱' | گزارش |         |

| هند                      | ۱–۰   | پاکستان |
| ------------------------ | ----- | ------- |
| سمر اسحاق ۱۴' (گل‌به‌خودی) | گزارش |         |

| بنگلادش  | ۱–۱   | هند        |
| -------- | ----- | ---------- |
| میشو ۸۲' | گزارش | چتری ۹۰+۵' |

| پاکستان  | ۱–۱   | نپال        |
| -------- | ----- | ----------- |
| بشیر ۱۴' | گزارش | ماگار ۹۰+۲' |

| هند       | ۱–۲   | نپال                 |
| --------- | ----- | -------------------- |
| نبی ۹۰+۲' | گزارش | گورونگ ۷۰' · رای ۸۱' |

| بنگلادش  | ۱–۲   | پاکستان                |
| -------- | ----- | ---------------------- |
| آملی ۳۰' | گزارش | ایشاق ۳۶' · کلیم ۹۰+۲' |

### گروه ب
| تیم                   | بازی | برد | مساوی | باخت | گل زده | گل خورده | گل تفاضل | امتیاز |
| --------------------- | ---- | --- | ----- | ---- | ------ | -------- | -------- | ------ |
| مالدیو                | ۳    | ۲   | ۱     | ۰    | ۱۸     | ۲        | ۱۶+      | ۷      |
| [[تیم ملی فوتبال \|]] | ۳    | ۲   | ۱     | ۰    | ۶      | ۱        | ۵+       | ۷      |
| سری‌لانکا              | ۳    | ۱   | ۰     | ۲    | ۶      | ۱۵       | ۹−       | ۳      |
| بوتان                 | ۳    | ۰   | ۰     | ۳    | ۴      | ۱۶       | ۱۲−      | ۰      |

| افغانستان                            | ۳–۰   | بوتان |
| ------------------------------------ | ----- | ----- |
| امیری ۳۷' · آزادزوی ۷۶' · بارکزی ۸۸' | گزارش |       |

| مالدیو                                                                                                | ۱۰–۰  | سری‌لانکا |
| --- | ----- | -------- |
| عبدالله ۵' · اشفق ۲۱' (پنالتی)، ۴۵+۱' (پنالتی)، ۵۱'، ۵۳'، ۵۸'، ۸۷' · ادحوهم ۷۶' · فاصر ۸۳' · عمار ۸۶' | گزارش |          |

| سری‌لانکا           | ۱–۳   | افغانستان                         |
| ------------------ | ----- | --------------------------------- |
| محمد فضل‌الزمان ۳۶' | گزارش | رفیع ۶۲' · امیری ۷۶' · بارکزی ۸۷' |

| بوتان                           | ۲–۸   | مالدیو                                                           |
| ------------------------------- | ----- | ---------------------------------------------------------------- |
| پی. شرینگ ۲۵' · سی. گایلتشن ۳۵' | گزارش | Fasir ۱۶'، ۶۹' · عمیر ۴۵+۳' · اشفق ۴۸'، ۵۱'، ۷۶'، ۷۹' · عمار ۸۲' |

| افغانستان | ۰–۰   | مالدیو |
| --------- | ----- | ------ |
|           | گزارش |        |

| سری‌لانکا                                                | ۵–۲   | بوتان                      |
| ------------------------------------------------------- | ----- | -------------------------- |
| عزالدین ۱۹'، ۲۶'، ۵۰'، ۹۰+۳' · پی. دورجی ۳۲' (گل‌به‌خودی) | گزارش | پی. شرینگ ۴۵' · تینزین ۵۸' |

## برنده مسابقه
| قهرمانی فوتبال جنوب آسیا ۲۰۱۳ |
| ----------------------------- |
| · افغانستان · دومین عنوان     |

## جوایز و افتخارات
این جوایز برای مسابقات قهرمانی فوتبال جنوب آسیا ۲۰۱۳ داده شد.
| جایزه بازی جوانمردانه فیفا | جایزه بازی جوانمردانه فیفا | جایزه بازی جوانمردانه فیفا | جایزه هیرو موتوکورپ برای باارزشترین بازیکن ملت میزبان | جایزه هیرو موتوکورپ برای باارزشترین بازیکن ملت میزبان | جایزه هیرو موتوکورپ برای باارزشترین بازیکن ملت میزبان | باارزشترین بازیکن تورنمنت | باارزشترین بازیکن تورنمنت | باارزشترین بازیکن تورنمنت | جایزه کفش طلا | جایزه کفش طلا | جایزه کفش طلا | جایزه دست طلا | جایزه دست طلا | جایزه دست طلا | بهترین گول نیویا در تورنمنت | بهترین گول نیویا در تورنمنت | بهترین گول نیویا در تورنمنت |
| -------------------------- | -------------------------- | -------------------------- | ----------------------------------------------------- | ----------------------------------------------------- | ----------------------------------------------------- | ------------------------- | ------------------------- | ------------------------- | ------------- | ------------- | ------------- | ------------- | ------------- | ------------- | --------------------------- | --------------------------- | --------------------------- |
| نپال                       | نپال                       | نپال                       | رابین شاریسا                                          | رابین شاریسا                                          | رابین شاریسا                                          | منصور فقیریار             | منصور فقیریار             | منصور فقیریار             | علی اشفق      | علی اشفق      | علی اشفق      | منصور فقیریار | منصور فقیریار | منصور فقیریار | ذهیب اسلام امیری            | ذهیب اسلام امیری            | ذهیب اسلام امیری            |

### جایزه نقدی
جوایز نقدی به بهترین تیم‌ها داده‌شد:
| جایگاه نهایی | جایزه نقدی (دلار) |
| ------------ | ----------------- |
| قهرمان       | ۵۰،۰۰۰            |
| صعود کننده   | ۲۵،۰۰۰            |
| نیمه نهایی   | ۱۰،۰۰۰            |